# (35794) 1999 JB31
1999 JB31 (asteroide 35794) é um asteroide da cintura principal. Possui uma excentricidade de 0.11622470 e uma inclinação de 4.89429º.
Este asteroide foi descoberto no dia 10 de maio de 1999 por LINEAR em Socorro.